# (33130) 1998 CR1
1998 سي أر 1 (ويعرف أيضًا باسم (33130) 1998 سي أر 1 وفق تسمية الكوكب الصغير) (بالإنجليزية: 1998 CR1)‏ هو كويكب ضمن حزام الكويكبات؛ وترتيبه 33130 من حيث الاكتشاف.
اكتُشف هذا الجُرم الفلكي بواسطة وولف بيكل ‏ في 1 فبراير 1998.

## وصلات خارجية
- (33130) 1998 CR1 في قاعدة بيانات مختبر الدفع النفاث لأجرام النظام الشمسي الصغيرة

- الاكتشاف · مخطط المدار ·  العناصر المدارية · المعلمات المادية

- (33130) 1998 CR1 على موقع ويكي سكاي: DSS2, SDSS, GALEX, IRAS, Hydrogen α, X-Ray, Astrophoto, Sky Map, Articles and images